# Seventh Tree
Seventh Tree (deutsch: „Siebter Baum“) ist das vierte Studioalbum des britischen Duos Goldfrapp.
Im Gegensatz zu den beiden Vorgängeralben Supernature und Black Cherry, die überwiegend tanzbare Diskomusik beinhalteten, widmen Goldfrapp sich mit ihren vierten Alben wieder den ruhigeren Klängen. Seventh Tree war ein kommerzieller Erfolg für das Duo. Das Album erreichte Platz 2 der Albumcharts in Großbritannien und Platz 21 in den deutschen Albumcharts, die bisherige Spitzenposition aller Alben der Künstler in Deutschland.

## Hintergrundinformationen
Mit ihrem vierten Studioalbum wendeten Goldfrapp sich vom Musikstil ihrer beiden Vorgängeralben Supernature und Black Cherry ab. Statt eingängigen und tanzbaren Diskosongs, dominieren ruhige, atmosphärische Klänge, die nah an der Natur gehalten sind und dem Klang des Debütalbums Felt Mountain ähneln. Alison Goldfrapp begründete diesen Stilwechsel mit der Absicht, nach der Tourpromotion von Supernature etwas „Intimeres“ und „Ruhigeres“ kreieren zu wollen. Auf die Frage, wie ihr Plattenlabel auf den Wechsel des Genres reagiert hat, antwortete Musiker und Produzent Will Gregory:

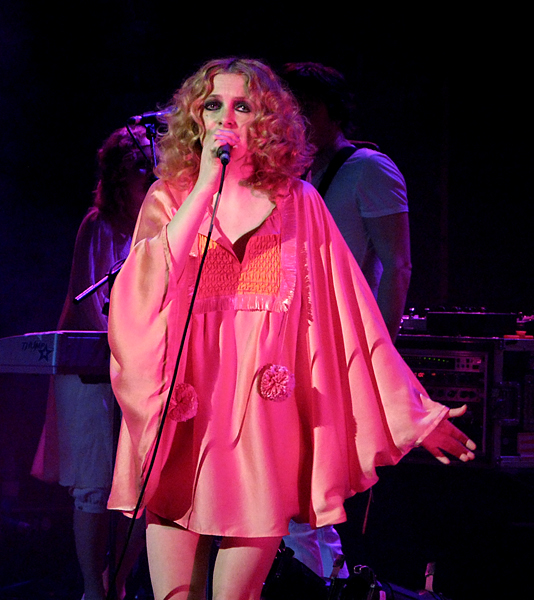
Alison Goldfrapp singt Lieder aus dem Album Seventh Tree in der Royal Festival Hall in London.

„Wir haben viel Glück, dass wir eine Plattenfirma haben, die gerne experimentiert und Neues ausprobiert. Ich denke, in gewisser Weise hatten wir mehr Angst davor, als sie. Wir haben uns gedacht: ‚Was tun wir hier?‘. Und wir haben ihnen einige Lieder vorgespielt, frühe Demos, und sie liebten sie. Das war großartig.“

Alison Goldfrapp erzählte in einem Interview, ihre Inspiration von den surrealen Themen aus Kinderbüchern und dem Heidentum geholt zu haben. Wie bei den Vorgängeralben wurde Seventh Tree in einem gemieteten Wohnhaus in Bath, Somerset in England aufgenommen, anstatt – wie üblich – in einem professionellen Aufnahmestudio. Im Vorfeld zu der Arbeit an ihrem neuen Album, diskutierten die zwei Musiker über den Einsatz verschiedener neuer Instrumente, unter anderem der Harfe.

## Lieder
Das Eröffnungslied des Albums Clowns ist ein akustischer Popsong, in dem Alison Goldfrapp mit sehr hoher Stimme über den herrschenden Schönheits- und Jugendwahn singt. Das Folgestück Little Bird (deutsch: „Kleiner Vogel“) handelt von einer Krähe, die anstatt Augen zwei Münder hat. Happiness hat laut Will Gregory trotz des fröhlichen Klangs einen düsteren, melancholischen Unterton, in dem es um die Frage geht, wie man glücklich wird und wie hart und steinig der Weg dorthin ist. A&E (Langform: „Accident & Emergency“), die englische Bezeichnung für die Notaufnahme eines Krankenhauses dreht sich um eine Frau, die sich im Krankenhaus ihren Träumereien hingibt. Alison Goldfrapp erklärte die Idee hinter A&E: „Die Inspiration zu A&E hatte ich an einem Samstagnachmittag, als ich einmal ein paar Stunden in der Notaufnahme verbrachte. Es war nichts Ernstes, trotzdem wurde ich mit Schmerzmitteln vollgepumpt. Und ich sah wie einige Rugbyspieler auf Tragen hineingebracht wurden. Sie hatte alle gebrochene Nasen oder Arme. Und ich nehme an, dass A&E als eine Art Metapher für eine kaputte Beziehung steht.“ Auf die Frage, ob die Gitarren auf dem Lied eingespielt werden mussten, antwortete Will Gregory, dass die Akkorde zuerst mit dem Keyboard simuliert wurden. Als sie Freunde fragten, sie auf der echten Gitarre nachzuspielen, erwiesen sich diese als zu kompliziert, so dass die Keyboard-Samples verwendet werden mussten.

## Illustration
Das Cover zu Seventh Tree zeigt Alison Goldfrapp mit dem Rücken zum Betrachter und blickt über ihre linke Schulter. Sie hat blond gelocktes Haar und trägt einen schwarzen Hut und ein weißes Rüschenhemd. Im Hintergrund sind die unscharfen Umrisse eines Walds zu erkennen, von links wird Goldfrapp von Licht bestrahlt. Das Booklet ist ein Faltposter auf dessen einer Seite sich ein Bild von Gregory und Goldfrapp befindet, auf dem Gregory als Eule mit Federkostüm verkleidet ist, die Goldfrapp, verkleidet als Clown, von hinten umarmt. Die andere Seite des Blattes dient als Auflistung der Songtexte und Mitwirkenden des Albums.

## Titelliste
| #   | Titel                   | Dauer |
| --- | ----------------------- | ----- |
| 1.  | Clowns                  | 4:08  |
| 2.  | Little Bird             | 4:25  |
| 3.  | Happiness               | 4:17  |
| 4.  | Road To Somewhere       | 3:52  |
| 5.  | Eat Yourself            | 4:06  |
| 6.  | Some People             | 4:40  |
| 7.  | A&E                     | 3:18  |
| 8.  | Cologne Cerrone Houdini | 4:26  |
| 9.  | Caravan Girl            | 4:05  |
| 10. | Monster Love            | 4:23  |

### Bonusmaterial
| #   | Titel                           | Dauer |
| --- | ------------------------------- | ----- |
| 11. | You Never Know (Live In London) | 3:28  |
| 12. | Clowns (Instrumentalversion)    | 4:12  |

### Videoalbum
- Goldfrapp-Dokumentation
- A&E (Musikvideo)

## Singleauskopplungen
| Jahr | Titel        | Höchstplatzierung, Gesamtwochen, AuszeichnungChartplatzierungen (Jahr, Titel, , Platzierungen, Wochen, Auszeichnungen, Anmerkungen) | Höchstplatzierung, Gesamtwochen, AuszeichnungChartplatzierungen (Jahr, Titel, , Platzierungen, Wochen, Auszeichnungen, Anmerkungen) | Höchstplatzierung, Gesamtwochen, AuszeichnungChartplatzierungen (Jahr, Titel, , Platzierungen, Wochen, Auszeichnungen, Anmerkungen) | Höchstplatzierung, Gesamtwochen, AuszeichnungChartplatzierungen (Jahr, Titel, , Platzierungen, Wochen, Auszeichnungen, Anmerkungen) | Höchstplatzierung, Gesamtwochen, AuszeichnungChartplatzierungen (Jahr, Titel, , Platzierungen, Wochen, Auszeichnungen, Anmerkungen) | Anmerkungen                            |
| Jahr | Titel        | DE | AT | CH | UK | US | Anmerkungen                            |
| ---- | ------------ | --- | --- | --- | --- | --- | -------------------------------------- |
| 2008 | A&E          | DE98 (1 Wo.)DE | — | — | UK10 (9 Wo.)UK | — | Erstveröffentlichung: 11. Februar 2008 |
| 2008 | Happiness    | — | — | — | UK25 (4 Wo.)UK | — | Erstveröffentlichung: 14. April 2008   |
| 2008 | Caravan Girl | — | — | — | UK54 (1 Wo.)UK | — | Erstveröffentlichung: 30. Juni 2008    |
| 2008 | Clowns       | — | — | — | — | — | Erstveröffentlichung: 20. Oktober 2008 |

## Mitwirkende
Folgende Personen wirkten bei der Entstehung von Seventh Tree mit.

### Musik
| - Gesang: Alison Goldfrapp - Hintergrundgesang: Alison Goldfrapp - Gitarre: Richard Evans, Steve Evans, Flood, Chris Goulstone, Alex Lee, Kit Morgan, Andrew Murphy, Simon Rogers - Tonarten: Flood, Aidan Love - Schlagzeug: Chris Goulstone, Damon Reece, Denny Westen Jr. - Bass: Tony Hoffer, Charlie Jones, Alex Lee, Justin Meldal-Johnsen - Harfe: Ruth Wall - Fuzzgitarre: Adrian Utley | - Fuzzbass: Adrian Utley - Violine: - Cello: Cathy Giles, Chris Worsey, David Daniels, Melissa Phelps, Paul Kegg, Robin Firman - Viola: Andy Parker, Chris Pitsilides, Katie Wilkinson, Peter Lale - Kontrabass: Mary Scully, Paddy Lannigan - Chor: The Metro Voices - Chorleitung: Jenny O’Grady |

### Produktion
| - Produktion: Alison Goldfrapp, Will Gregory, Floods - Mixing: Tony Hoffer, Bill Mims, Flood, Goldfrapp | - Engineering: Tony Hoffer, Bill Mims, Tim Oliver - Mastering: Stephen Marcussen |

### Visuelles
| - Art Direction: Alison Goldfrapp, Mat Maitland - Fotografien: Serge Leblon | - Design: Mat Maitland - Eulenzeichnung: Alison Goldfrapp |

## Rezeption

### Kritiken
Kritiker zeigten sich begeistert von Goldfrapps Rückkehr zum Musikstil ihres Debütalbums. „Nach zwei komplett anders gelagerten Alben mit der Hinwendung zu tanzbodenkompatiblen Klängen vollziehen Gregory und Goldfrapp erneut eine Kehrtwende und widmen sich wieder ruhigeren Sounds. Den entspannten Moment erklärt das Duo zum Leitmotiv des Albums, denn die zwingenden Beat-Eskapaden und die elektronische Kinkiness, die Black Cherry und zum Teil noch Supernature auszeichneten, treten zugunsten organischer Elemente in den Hintergrund. Die elektroide Kühle, die die zwei vorangegangenen Releases beherrschte, bleibt im Requisitenschrank fast verborgen und kommt nur bei zwei Songs in eher homöopathischen Dosen zum Tragen [...] Die neue Facette der Briten offenbart sich bereits bei den ersten Klängen des Openers Clowns. Eine unverwechselbare Alison legt ihren elfenhaften Gesang über Akustikgitarren-Gezupfe. Sanfte Streicher untermalen das ansonsten sehr reduziert tönende Eröffnungsstück. Die Grundstimmung des Songs hat jedoch so gar nichts Clowneskes an sich, sondern schwimmt auf einer Welle der Tragik dahin [...] Traurig schön in ebendiesem Sinne suhlen sich Goldfrapp im emotionalen Halbschatten zwischen Licht am Ende des Tunnels und depressiver Aussichtslosigkeit. Wieder einmal beweisen Gregory und Goldfrapp, dass sie mit einer scheinbaren Lässigkeit erstklassiges Songmaterial aus dem Ärmel schütteln, das diesmal aber zerbrechlicher klingt als alles bislang aufgenommene.“, so Alexander Cordas, Redakteur bei Laut.

## Chartplatzierungen
| ChartsChartplatzierungen       | Höchstplatzierung | Wochen |
| ------------------------------ | ----------------- | ------ |
| Deutschland (GfK)              | 21 (3 Wo.)        | 3      |
| Österreich (Ö3)                | 37 (3 Wo.)        | 3      |
| Schweiz (IFPI)                 | 11 (6 Wo.)        | 6      |
| Vereinigte Staaten (Billboard) | 48 (3 Wo.)        | 3      |
| Vereinigtes Königreich (OCC)   | 2 (14 Wo.)        | 14     |

| ChartsJahrescharts (2008)    | Platzierung |
| ---------------------------- | ----------- |
| Vereinigtes Königreich (OCC) | 86          |

### Auszeichnungen für Musikverkäufe
| Land/Region                  | Auszeichnungen für Musikverkäufe (Land/Region, Auszeichnung, Verkäufe) | Verkäufe |
| ---------------------------- | ---------------------------------------------------------------------- | -------- |
| Vereinigtes Königreich (BPI) | Gold                                                                   | 100.000  |
| Insgesamt                    | 1× Gold ·                                                              | 100.000  |